# Sebastian Sandor
Sebastian Sandor (* 1988) ist ein deutscher Koch.

## Werdegang
Der Sohn ungarischer Eltern wuchs in Pforzheim auf. Nach dem Abitur absolvierte er eine Koch-Ausbildung im Schlosshotel Friedrichsruhe in Zweiflingen und im Landhaus Rüssel bei Harald Rüssel in Naurath. Dann wechselte er zum Hotel Restaurant Stolz in Plön (ein Michelinstern).
Um 2014 folgte ein achtmonatiger Aufenthalt in Japan im Restaurant Narisawa in Tokio (zwei Michelinsterne) und im Restaurant Kichisen in Kyoto (drei Michelinsterne). Dann wurde er Souschef im Restaurant Rosengarten in Österreich. Dann wechselte er als Souschef zum Restaurant Le Cerf im Schlosshotel Friedrichsruhe in Zweiflingen bei (zwei Michelinsterne). Ab 2016 war er im Restaurant Pastorale im belgischen Rumst (zwei Michelinsterne), wo Executive Chef wurde. 2022 war er Küchenchef im Restaurant Heritage in Gent und dann im Rüssels Landhaus in Naurath (ein Michelinstern).
Anfang 2023 wurde Sandor Küchenchef im Restaurant Louis im Hotels La Maison in Saarlouis, das auch unter ihm weiter mit zwei Michelinsternen ausgezeichnet wurde. Hier ist er auch für das französische Bistro Pastis zuständig.
Sandor hat einen Sohn.

## Auszeichnungen
- 2023: Zwei Michelin-Sterne für das Restaurant Louis in Saarlouis